# Oberschmitte

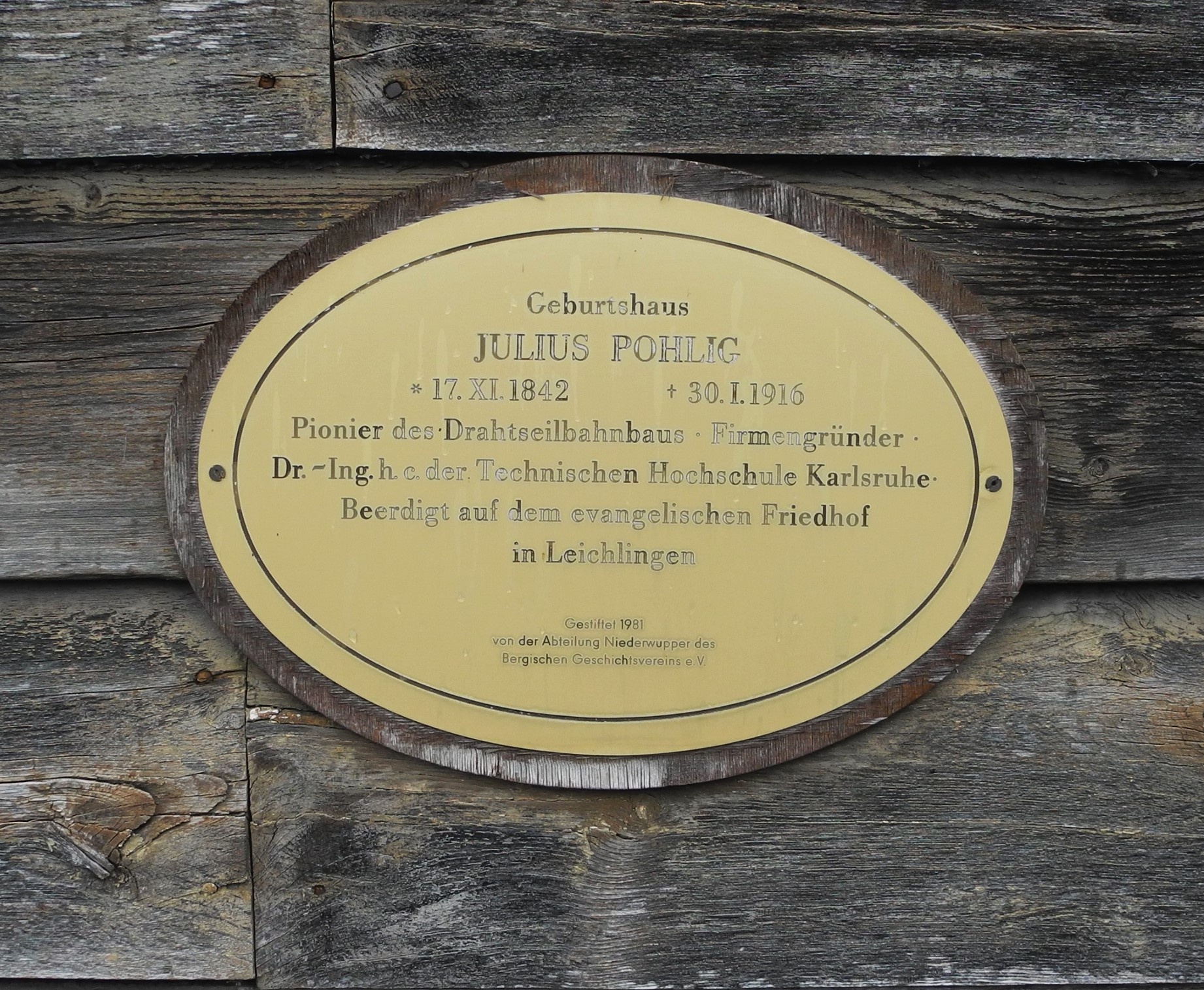
Plakette am Geburtshaus Julius Pohlig
geboren am 17.11.1842 in Oberschmitte

Oberschmitte ist eine aus einer Hofschaft hervorgegangene Ortschaft in der Stadt Leichlingen (Rheinland) im Rheinisch-Bergischen Kreis.

## Lage und Beschreibung
Oberschmitte liegt nordöstlich des Leichlinger Zentrums auf der Leichlinger Hochfläche an der Landesstraße 359. Der Ort bildet mit dem unmittelbar benachbarten Bennert und Diepenbroich sowie Ellenbogen heute einen geschlossenen Siedlungsbereich. Nördlich von Oberschmitte fällt die Hochfläche zum Unteren Wuppertal ab, dort liegt auch das Naturschutzgebiet Siefental nördlich Oberschmitte. Zwischen Bennert und Oberschmitte befindet sich die Städtische Gemeinschaftsgrundschule Bennert. 
Weitere Nachbarorte sind Leysiefen, Haus Nesselrath, Altenhof, Scheidt, Hohlenweg, Dierath, Hülstrung, Kuhle, Buntenbach, Weide, Waltenrath, Bergerhof und Bertenrath. Wüst gefallen ist Büchelshäuschen.

## Geschichte
Ein Schmitte bei Leichlingen wurde erstmals im Jahr 1363  als in der Smitten urkundlich erwähnt. Es bleibt offen, ob damit dieses (Ober-)Schmitte oder das jenseits der Wupper gelegene Unterschmitte gemeint ist. Der Ortsname leitet sich von einer  Schmiede ab.  Die Karte Topographia Ducatus Montani aus dem Jahre 1715 zeigt den Hof unter dem Namen Schmitten. Im 18. Jahrhundert gehörte der Ort zum Kirchspiel Leichlingen im bergischen Amt Miselohe. Die Topographische Aufnahme der Rheinlande von 1824 und die Preußische Uraufnahme von 1844 verzeichnen den Ort als Schmitte bzw. Ob.Schmidte.
1832 gehörte Oberschmitte unter dem Namen Schmitte der Bürgermeisterei Leichlingen an. Der laut der Statistik und Topographie des Regierungsbezirks Düsseldorf als Hofstadt kategorisierte Ort besaß zu dieser Zeit sechs Wohnhäuser und sieben landwirtschaftliche Gebäude. Zu dieser Zeit lebten 36 Einwohner im Ort, davon vier katholischen und 32 evangelischen Glaubens.
Im Gemeindelexikon für die Provinz Rheinland werden 1885 20 Wohnhäuser mit 106 Einwohnern angegeben. 1895 besitzt der Ort elf Wohnhäuser mit 51 Einwohnern, 1905 zehn Wohnhäuser und 54 Einwohner.
Vom Kerngebiet Leichlingens führt die Julius-Pohlig-Straße (L359) nach Oberschmitte, wo sich das unter Denkmalschutz stehende Geburtshaus von Julius Pohlig befindet, einem namhaften Pionier der Seilbahn-Baukunst. Eine Plakette an der Haustür weist darauf hin. 